# Visconde de Valmor
Visconde de Valmor é um título nobiliárquico criado por D. Luís I de Portugal, por Decreto de 11 de Março de 1867, em favor de José Isidoro Guedes.
Titulares
1. José Isidoro Guedes, (Lamego, 16 de Novembro de 1813 - Pena (Lisboa), 09 de Janeiro de 1870),       1.º Visconde de Valmor;
2. Fausto de Queirós Guedes, (Peso da Régua, 01 de Fevereiro de 1837 - Paris, França, 24 de Dezembro de 1898),  2.° Visconde de Valmor;

Após a Implantação da República Portuguesa e com o fim do sistema nobiliárquico, a então criada Comissão de Verificação e Registo de Mercês, sucedida pelo Conselho de Nobreza e posteriormente pelo Instituto da Nobreza Portuguesa, autenticaram e reconheceram o uso do título a: 
1. José Guedes Pinto Machado, 4.º Conde de Almedina e 3.º Visconde de Valmor;
2. José Frederico Mayer Pinto Machado, 5.º Conde de Almedina e 4.º Visconde de Valmor.